# Thomas Osterhoff
Thomas Osterhoff (* 17. September 1961 in Wuppertal) ist ein deutscher Filmkomponist.

## Biografie
Thomas Osterhoff absolvierte seine musikalische Ausbildung in den 1980er Jahren an der Neuen Jazzschool München. Mit den beiden Filmen Mord aus Liebe und Trip nach Tunis debütierte Osterhoff 1993 als Filmkomponist. Insbesondere für seine Musik zu der Literaturverfilmung Der Laden konnte sich Osterhoff 1998 als Filmkomponist etablieren.

## Filmografie (Auswahl)
- 1993: Mord aus Liebe (Dokumentarfilm)
- 1993: Trip nach Tunis (Fernsehfilm)
- 1998: Der Laden
- 2000: Anna Wunder
- 2001: Wambo
- 2002: Verlorenes Land (Fernsehfilm)
- 2003: Tatort: Leyla (Fernsehreihe)
- 2004: Tatort: Abgezockt
- 2005: Der Vater meiner Schwester
- 2005: Tatort: Letzte Zweifel
- 2005: Schiller
- 2005: Tatort: Das Lächeln der Madonna
- 2006: Bella Block: Mord unterm Kreuz (Fernsehserie)
- 2006: Bloch: Die Wut (Fernsehserie)
- 2007: Tatort: Roter Tod
- 2007: Der geköpfte Hahn
- 2008: Stille Post
- 2008: Tatort: Herz aus Eis
- 2008: Tatort: Häschen in der Grube
- 2008: Einsatz in Hamburg – Ein sauberer Mord
- 2009: Einsatz in Hamburg – Tödliches Vertrauen
- 2009: Was glücklich macht (Fernsehfilm)
- 2010: Das Glück kommt unverhofft
- 2010: Polizeiruf 110: Zapfenstreich (Fernsehreihe)
- 2010: Das Haus ihres Vaters
- 2010: Keiner geht verloren
- 2010: Ein starkes Team – Dschungelkampf (Fernsehserie)
- 2011: Seerosensommer (Fernsehfilm)
- 2012: Ein starkes Team – Schöner Wohnen
- 2014: Die Frau aus dem Moor (Fernsehfilm)
- 2014: Nebenwege – Pilgern auf Bayrisch
- 2014: Dora Heldt: Herzlichen Glückwunsch, Sie haben gewonnen!
- 2015: Spreewaldkrimi – Die Sturmnacht
- 2017: Ein starkes Team – Tod und Liebe
- 2017: Ein starkes Team – Treibjagd
- 2017: Zuckersand
- 2018–2022: Die Chefin (Fernsehserie, 14 Folgen)
- 2019: Kommissarin Lucas – Tote Erde
- 2020: Kommissarin Lucas – Die Unsichtbaren
- 2020–2022: Der Alte (Fernsehserie, 5 Folgen)
- 2022: Tatort: Tyrannenmord
- 2024: Tatort: Schau mich an